# Dunkirk (Maryland)
Dunkirk – jednostka osadnicza w Stanach Zjednoczonych, w stanie Maryland, w hrabstwie Calvert.